# Steep Holm
Steep Holm är en ö i Storbritannien.   Den ligger i kommunen North Somerset och riksdelen England, i den södra delen av landet, 210 km väster om huvudstaden London. Arean är 0,20 kvadratkilometer.
Terrängen på Steep Holm är platt. Öns högsta punkt är 74 meter över havet. Den sträcker sig 0,5 kilometer i nord-sydlig riktning, och 0,9 kilometer i öst-västlig riktning.